# Ghassaniyeh, Idlib
Ghassaniyeh, Idlib (tiếng Ả Rập: الغسانية) là một ngôi làng Syria nằm ở Jisr al-Shughur Nahiyah ở huyện Jisr al-Shughur, Idlib. Theo Cục Thống kê Trung ương Syria (CBS), Ghassaniyeh, Idlib có dân số 389 trong cuộc điều tra dân số năm 2004.